# Ministerio de Inclusión Económica y Social
El Ministerio de Inclusión Económica y Social de Ecuador es la cartera de Estado encargada de incluir en los ámbitos económicos, culturales y sociales a la población empobrecida; así mismo tiene como meta llevar a la gente a salir del asistencialismo, paternalismo y clientelismo político.
Fue creado en 1979 con el nombre de "Ministerio de Bienestar Social" por el presidente Jaime Roldós Aguilera. La primera persona al mando del ministerio fue la licenciada Margarita Cedeño Gómez. En 2007 el presidente Rafael Correa le cambió el nombre al que lleva en la actualidad.

## Estructura
El Ministerio está organizado en coordinaciones generales, viceministerios y subsecretarías, con la Oficina Ministerial en la cima.  Las divisiones clave incluyen la Coordinación General de Planificación y Gestión Estratégica, Administrativa y Financiera, y Tecnologías de la Información y Comunicación. Estas divisiones se encargan de la planificación, la administración, las TIC, el cumplimiento y el asesoramiento legal.
El Viceministerio de Inclusión Social se enfoca en el desarrollo infantil temprano, la gestión intergeneracional, la protección especial y las discapacidades. El Viceministerio de Inclusión Económica gestiona el aseguramiento no contributivo, las operaciones, el emprendimiento y la gestión del conocimiento.
Los procesos de apoyo son gestionados a través de la coordinación zonal, direcciones distritales y oficinas técnicas, con servicios intramurales y extramurales que se brindan para apoyar diversos programas y actividades de extensión. 

## Regulador de organizaciones sociales
El Ministerio supervisa el establecimiento y regulación de corporaciones y fundaciones. Las corporaciones requieren un mínimo de cinco fundadores, mientras que las fundaciones pueden ser formadas por una sola persona. El proceso implica presentar una solicitud al Ministro, junto con las Actas de la Asamblea General Constitutiva, los estatutos y una declaración jurada de bienes. 
El registro de juntas requiere una solicitud, la convocatoria de la asamblea y actas certificadas. Los cambios de membresía también necesitan una solicitud, convocatoria de asamblea y actas. La modificación de estatutos implica una solicitud, convocatoria de asamblea, actas certificadas y estatutos modificados. Para la disolución y liquidación voluntaria, los documentos necesarios incluyen una solicitud, convocatoria de asamblea, actas de nombramiento de un liquidador, el informe del liquidador, certificados relevantes y una declaración jurada de no deudas.
En términos fiscales, el Servicio de Rentas Internas (SRI) clasifica a las organizaciones sin fines de lucro como elegibles para el registro en el Registro Único de Contribuyentes (RUC), proporcionándoles un estatus fiscal beneficioso. 